# Uthausen
Uthausen is een plaats en voormalige gemeente in de Duitse deelstaat Saksen-Anhalt, en maakt deel uit van de Landkreis Wittenberg.

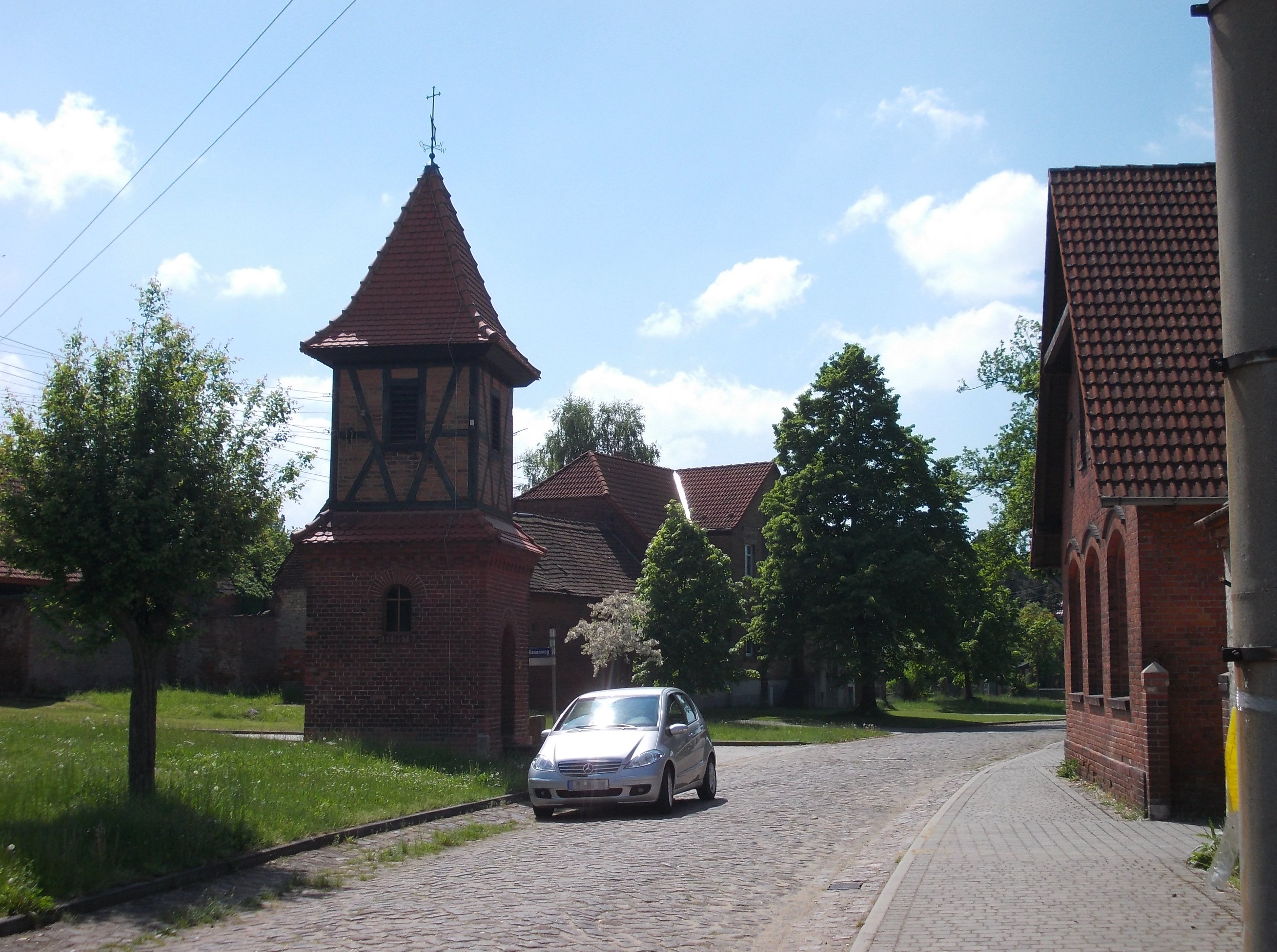

Uthausen telt 209 inwoners.